# نینهورساگ
نینهورساگ (سومری: 𒀭𒎏𒄯𒊕 Ninḫarsang؛ DNIN-ḪAR.SAG̃) گاهی Ninursag، Ninḫarsag، یا Ninḫursaĝa، نیز Damgalnuna یا Ninmah الهه مادر کوه‌ها و یکی از هفت خدای بزرگ در سومر بود. او در ابتدا به عنوان یک الههٔ پرورش‌دهنده یا الههٔ باروری شناخته شده است. در منابع سرود معبد، او به عنوان «بانوی حقیقی و بزرگ آسمان» معرفی می‌شود (احتمالاً در رابطه با ایستادن او در کوه) و پادشاهان لاگاش «از شیر نینهورساگ تغذیه می‌شدند». او خدای حامی چندین رهبر سومری است.
شناخته‌شده‌ترین اسطوره‌های او انکی و نینهورساگ و انکی و نینما هستند که اولی توصیف روابط او با انکی و کردار جنسی‌اش است و دومی اسطورهٔ خلقتی است که در آن دو خدایی برای خلق انسان با هم رقابت می‌کنند. در سایر اسطوره‌ها نیز به او اشاره می‌شود یا حضور کوتاهی دارد، به ویژه به عنوان مادر نینورتا در حماسه آنزو.

## اساطیر

### انکی و نینهورساگ
دو نسخهٔ کامل از انکی و نینهورساگ کشف شده است. یکی از نیپور که حاوی متن کامل است (اگرچه برخی از قسمت‌های لوح شکسته است) و لوح دیگر از اور که در خانهٔ کاهن انکی پیدا شد (نیمی از متن از دست رفته است). این لوح دوم دارای سطرهای کمتری است، بنابراین نسخهٔ خلاصه محسوب می‌شود. همچنین گزیده‌ای وجود دارد که رابطه جنسی با محارم را پوشش می‌دهد و با رویدادهای نسخه‌های نیپور متفاوت است.
در انکی و نینهورساگ، الهه به انکی شکایت می‌کند که شهر دیلمون کم آب است. در نتیجه انکی زمین را حاصلخیز می‌کند و دیلمون به تالابی سرسبز تبدیل می‌شود. پس از آن، او و نینهورساگ همخوابگی می‌کنند و در نتیجه دختری به نام نینسار (به نام نینیسیگ در ترجمهٔ «ای‌تی‌سی‌اِس‌اِل»، نینمو در ترجمهٔ کرامر) به وجود می‌آید. نینسار به سرعت بالغ می‌شود و پس از اینکه انکی او را در حال قدم زدن در کنار ساحل می‌بیند، با او می‌خوابد و در نتیجه دختری به نام نینکورا به دنیا می‌آید. انکی او را می‌بیند و با او نیز می‌خوابد و در نتیجه اوتو به وجود می‌آید. (در نسخه‌های جایگزین، ترتیب نینکورا، نینیما، سپس اوتو است. ) پس از آمیزش انکی با اوتو، نینهورساگ مِنی را از رحم خود خارج کرده و در زمین می‌کارد و باعث رویش هشت گیاه می‌شود. به سبب اقدامات انکی، نینهورساگ او را با دور کردن «چشم زندگی‌بخش» خود لعنت می‌کند. سپس انکی به شدت بیمار می‌شود. بعد از آن روباهی به انلیل پیشنهاد می‌دهد که نینهورساگ را برای درمان کردن بازگرداند؛ در عوض انلیل قول می‌دهد که دو درخت توس برای روباه در شهرش برپا کند و به این موجود شهرت بخشد. روباه می‌تواند نینهورساگ را بازیابد، او سپس انکی را درمان می‌کند و هشت خدایی خُرد را از اعضای بدن بیمار به دنیا می‌آورد.
مقایسه بین این اسطوره و اسطوره پیدایش رایج است. همانطور که ساموئل کرامر و دابلیو. اف. آلبرایت پیشنهاد کرده‌اند، خورده شدن هشت گیاه توسط انکی و عواقب ناشی از اعمال او را می‌توان با خوردن میوه دانش توسط آدم و حوا مقایسه کرد.

### انکی و نینماه
متن حاوی این افسانه بر روی لوح‌هایی از مکان‌های مختلف بازیابی شده است. دو مورد اصلی که ترجمه را تشکیل می‌دهند مربوط به دوره بابلی باستان هستند و از نیپور به دست آمده‌اند. لوح سومی از این دوره نیز پیدا شد که حاوی خلاصه‌ای از میانهٔ اسطوره بود. همچنین یک نسخه دوزبانه (سومری و اکدی) در کتابخانه آشوربانیپال و یک لوح بسیار تکه‌تکه از دوره آشوری میانه وجود داشت که ممکن است حاوی اسطوره باشد؛ اما در بخش آفرینش اسطوره از نسخه دوزبانه متفاوت است.
روایت انکی و نینماه را می‌توان به دو بخش مجزا تقسیم کرد: بخش اول تولد بشر و بخش دوم رقابت بین دو همسر: نیمهٔ اول این متن، آفرینش نخستین انسان‌ها توسط انکی به دستور نامو را بازگو می‌کند که در اینجا در جایگاه مادر انکی از او یاد می‌شود. انکی برای شکل دادن به بدن مردان و زنان از نینماه و همچنین هفت خدمتکار او، الهه‌های زایش، کمک می‌گیرد. زمانی که کار تمام می‌شود، گروه جشنی برگزار می‌کند که در آن انکی و نینماه آبجو می‌نوشند و خدایان دیگر عظمت انکی را می‌ستایند. در نیمهٔ دوم، نینماه هفت انسان مبتلا به بیماری و معلولیت را خلق و انکی برای آنها جایگاهی در جامعه پیدا می‌کند. سپس انکی فردی را ایجاد می‌کند که آنقدر آسیب‌دیده است که نینماه نمی‌تواند جایی برای آنها پیدا کند و نتیجه را به رقیب واگذار می‌کند. نینماه سپس شکایت می‌کند که انکی او را از خانه‌اش رانده است. پایان متن به خوبی درک نمی‌شود (به دلیل آسیب دیدن لوح)، اما احتمالاً انکی به نینما دلداری می‌دهد و جایگاهی برای انسانی که ساخته پیدا می‌کند.